# جانغريول ملكة جوسون
الملكة جانغريول (بالهانغل: 장렬왕후، وبالهانجا: 莊烈王后. ولدت في 16 ديسمبر 1624 وماتت في 20 سبتمبر 1688) هي ملكة مملكة جوسون وزوجة الملك إنجو الثانية. اسمها بعد الوفاة الملكة جاي غونغشن هويهون غانغين سكموك جانغريول (자의공신휘헌강인숙목장렬왕후 - 慈懿恭愼徽獻康仁淑穆莊烈王后)، وتدعى أيضاً الملكة جاي الأرملة (자의대비 - 慈懿大妃).

## العائلة
- الجد: جو جون سونغ (조존성 - 趙存性).
- الجدة: ابنة إي شن تشنغ (이신충 - 李藎忠).
  - الأب: جو تشانغ وون (조창원 - 趙昌遠).
- الجد من جهة الأم: تشوي تشول غيون (최철견 - 崔鐡堅).
- الجدة من جهة الأم: ابنة جونغ يُن بُنغ (정윤붕 - 鄭允弸).
  - الأم: السيدة تشوي.
    - أخ: جو يُن سوك (조윤석 - 趙胤錫)
    - أخت: تزوجت من ابن شن هُم رئيس الوزراء (영의정 신흠 - 領議政 申欽) والأخ الأكبر لشن إك سونغ (신익성 - 申翊聖)، ويدعى شن إك غون (신익전 - 都承).

### الأسرة
- والد الزوج: الملك وونجونغ بعد الوفاة (원종대왕 - 元宗大王).
- والدة الزوج: الملكة إنهون (인헌왕후 - 仁獻王后).
  - الزوج: الملك إنجو (인헌왕후 - 仁祖大王).
    - لم تنجب ولكن أبناء زوجها يعتبرون أبناءً لها.